# Мирнес Шишић
Мирнес Шишић (рођен 8. августа 1981. у Мостару, СФРЈ) је бивши словеначки фудбалер.

## Клупска каријера
Шишић је своју професионалну каријеру започео 2001. године у Рудар из Велења, 2003. прелази у Илисијакос из Атине. У сезонама од 2004 — 2006. игра у Лариси из истоименог града. Одатле одлази у Левадијакос из Левадије па у Ираклис из Солуна. Почетком сезоне 2008/09. прелази у Олимпијакос, да би у јануару 2009. прешао у Црвену звезду из Београда. Деби у Звезди је имао фебруара 2009. у вечитом дербију против Партизана, за Звезду је укупно одиграо 12 утакмица у другом делу сезоне 2008/09. У јануару 2010. Шишић се враћа у Грчку, где потписује уговор са тадашњим суперлигашем ПАС Јањином. Тамо је одиграо 15 утакмица и постигао 2 гола, пре него што је у августу 2010. прешао у Ираклис из Солуна. До краја каријере 2014. године је играо још за Панетоликос и ОФИ Крит.

## Репрезентативна каријера
Шишића је почетком 2008. године селеткор репрезентације Словеније Матјаж Кек ставио на списак репрезентативаца. Дебитовао је 6. фебруара у пријатељској утакмици са репрезентацијом Белгије у Новој Горици коју је Словенија изгубила са 2:1. Први погодак је постигао на својој другој утакмици за репрезентативни тим, 26. марта 2008. против репрезентавије Мађарске (1:0) у Залаегерсегу. Одиграо је 15 утакмица за репрезентацију и постигао 2 гола.

## Трофеји

### Олимпијакос
- Првенство Грчке (1) : 2007/08.
- Куп Грчке (1) : 2007/08.